# Hobart (Washington)
Pour les articles homonymes, voir Hobart (homonymie).
Hobart est une census-designated place du comté de King dans l'État de Washington, aux États-Unis.